# 基督教会
基督教会（きりすときょうかい、英: Christian Church または Disciples of Christ）は、1941年に日本基督教団に統合されて消滅した、ディサイプルス系のプロテスタントの団体。

## 歴史
ディサイプルス派は以下のとおり、複数の団体の合同・分離を繰り返してできあがった歴史をもつ（詳細はディサイプルスのページを参照）。
アメリカで19世紀初頭に、長老派の牧師バートン・ストーンが長老派教会から分離・独立し、ケンタッキー州にクリスチャン・チャーチ (Christian Church) を設立。
また、時と場所を同じくして、トマス・キャンベルが1809年に著書『ワシントン・クリスチャン協会の宣言および提言』で「教会は聖書に帰らなければならない。イエス・キリストの教会は一つである」と主張し、さらに息子のアレグザンダーとともにブラッシュラン教会を結成。
ストーンとキャンベル親子の三者間で改革運動の方向性が一致すると、1832年、両団体はディサイプルスとして合同し、運動を進めることとなった。1849年にはシンシナティで全国大会を開催し、聖礼典を浸礼によるバプテスマと日々の聖餐式の2つに決めた。以上の運動をまとめて「聖書復帰運動」（「バートン・キャンベル運動」）と呼んでいる。
1875年に大会の決議で、外国クリスチャン伝道協会 (FCMS) を設立し、海外宣教を始める。FCMSはジョージ・T・スミス夫妻、チャールズ・E・ガースト夫妻を最初の宣教師として派遣した。そして、1888年5月秋田県を中心に伝道活動を開始する。スミス夫人が日本で亡くなったことを記念してアメリカ本国で献金が集められ、それをもとに1892年、現在の日本基督教団秋田教会の会堂が建てられた。ガースト宣教師は、1898年に日本で死去する。なお、今日の日本基督教団の東北の教会はディサイプルスの流れを汲む教会が多い（秋田教会、新庄本町教会など）。合計53名の宣教師が来日し、秋田、山形、宮城、福島、東京、静岡、大嵩に教会を形成した。
1892年、米国留学中に長老派からディサイプルス派になり、洗礼を受けなおした石川角次郎が独立宣教師として帰国。
1893年秋には、ハーヴェイ・H・ガイ博士が来日し、1903年、東京駒込に聖学院神学校（現・聖学院大学）を設立し、日本人による伝道者の育成を目指した。
本国アメリカでは、20世紀初頭にエキュメニカル派の「ディサイプルス派」からファンダメンタリストの「クリスチャン・チャーチ」が分離する。ディサイプルスはアメリカで、バプテスト派、メソジスト派とともに大きな勢力となった。
1941年の日本基督教団成立時に会員数2,662名、教会数20の「基督教会」として第三部で参加。翌年、部制解消とともに教派としての活動は廃止される。
戦後、1946年になると、FCMSは再び宣教師を派遣する。ヘンドリックスとK・C・ショーラック (Hallam C.Shorrok) が来日して、1947年旧基督教会の年会にあたる協議会を組織した。
協議会は毎年開催されたが、日本基督教団の信仰告白制定が行われる前に、1954年9月に基督教会協議会を開催して教団問題を討議。その結果、教派的活動を再び廃止することになった。
2009年11月29日、聖書復帰運動の200年を記念して一致を目指して、同じ流れを汲む「ディサイプルス」「キリストの教会 (無楽器派) 」（チャーチ・オブ・クライスト系列）「キリストの教会 (有楽器派)」（クリスチャン・チャーチ系列）が合同礼拝を開始した。